# Päls (klädesplagg)

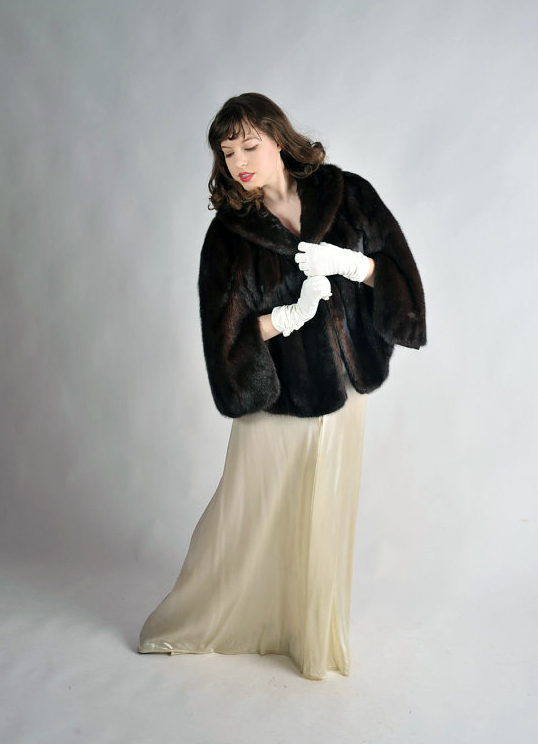
Kvinna iförd pälsjacka.

En päls är ett klädesplagg (en ytterrock, kappa eller jacka) tillverkat av pälsverk från djur eller av fuskpäls. Den person som tillverkar pälsar kallas körsnär.

## Historik
Att bära päls är ett av de tidigaste sätten att klä sig varmt. Man laskade samman pälshudarna med senor eller skinnremsor. På 1700- och 1800-talet blev bärandet av päls en symbol för härskarklassen och päls var en lyxvara. Så förblev det långt in på 1900-talet. En kortare period, under andra världskriget, överproducerades pälsvaror och priserna föll så kraftigt att päls blev vardagsvara på 1950-talet.
Från och med 1970-talet har fuskpäls av djurrättsskäl men också ekonomiska skäl ökat i popularitet.